# 塚原ダム
塚原ダム（つかばるダム）は、宮崎県東臼杵郡諸塚村に建設された重力式コンクリートダム。

## 概要
1931年着工、1938年完成。第二次世界大戦前に作られた日本のダムではもっとも高く、日本初の近代的な機械化施工で造られた。コンクリート打設は当時最新式のバイブレーターを採用し、硬化時の発熱量を低減する中庸熱セメントの使用などコンクリートの品質向上や施工の合理化が図られた。ダムの天端などに凹凸高欄を施しており、西洋の城壁や万里の長城を意識したともいわれる。
文化庁の登録有形文化財、経済産業省の近代化産業遺産に選ばれている。
ダムの右岸には、建設中の殉職者44名を慰める慰霊碑が建立されている。慰霊碑を手掛けたのは、大分県臼杵市出身の彫刻家日名子実三である。